# Морета (Кунео)
Морета (итал. Moretta) је насеље у Италији у округу Кунео, региону Пијемонт.
Према процени из 2011. у насељу је живело 3953 становника. Насеље се налази на надморској висини од 257 м.

## Становништво
Према резултатима пописа становништва 2011. у општини је живело 4.237 становника.
| 1931. | 1936. | 1951. | 1961. | 1971. | 1981. | 1991. | 2001. | 2011. |
| ----- | ----- | ----- | ----- | ----- | ----- | ----- | ----- | ----- |
| 2.896 | 3.132 | 3.276 | 3.118 | 3.457 | 3.961 | 4.017 | 4.106 | 4.237 |